# Jaskinia Głęboka
Die Höhle Jaskinia Głęboka (deutsch: Tiefe Höhle) ist eine Schau- und Tropfsteinhöhle am Berg Góra Zborów im Massiv des Krakau-Tschenstochauer Juras in Polen.
Der Name lässt sich als Tiefe Höhle übersetzen. 
Die Höhle liegt bei Kroczyce, ist ca. 170 Meter lang. 